# Discografia de Infinite
A discografia de Infinite, um grupo masculino sul-coreano, consiste em seis álbuns de estúdios, dezessete álbuns de vídeo, seis extended plays e vinte e nove singles. O grupo realizou sua estreia no cenário musical em julho de 2010 com o seu primeiro extended play First Invasion.

## Álbuns

### Álbuns de estúdio
| Título                                                                                | Detalhes do álbum | Melhor posição nas paradas | Melhor posição nas paradas | Melhor posição nas paradas | Vendas                         |                      |
| Título                                                                                | Detalhes do álbum | KOR                        | JPN                        | TW                         | Vendas                         |                      |
| Lançamentos coreanos                                                                  | Lançamentos coreanos | Lançamentos coreanos       | Lançamentos coreanos       | Lançamentos coreanos       | Lançamentos coreanos           | Lançamentos coreanos |
| ------------------------------------------------------------------------------------- | --- | -------------------------- | -------------------------- | -------------------------- | ------------------------------ | -------------------- |
| Over The Top                                                                          | - Lançamento: 21 de julho de 2011 - Re-lançamento: 26 de setembro de 2011 (como Paradise) - Gravadora: Woollim Entertainment, CJ E&M - Formatos: CD, download digital | 2                          | —                          | —                          | - KOR: 186,003+                |                      |
| Season 2                                                                              | - Lançamento: 21 de maio de 2014 - Re-lançamenro: 22 de julho de 2014 (como Be Back) - Gravadora: Woollim Entertainment, LOEN Entertainment - Formatos: CD, download digital | 1                          | 18                         | 8                          | - KOR: 246,248+ - JPN: 19,598+ |                      |
| Top Seed                                                                              | - Lançamento: 8 de janeiro de 2018 - Gravadora: Woollim Entertainment, LOEN Entertainment - Formatos: CD, download digital | 1                          | 17                         | 1                          | - KOR: 81,703+ - JPN: 3,346    |                      |
| Lançamentos japoneses                                                                 | |                            |                            |                            |                                |                      |
| Koi ni Ochiru Toki                                                                    | - Lançamento: 5 de junho de 2013 - Gravadora: Universal D, Woollim Contests - Formatos: CD, download digital | —                          | 1                          | —                          | - JPN: 76,530+                 |                      |
| For You                                                                               | - Lançamento: 16 de dezembro de 2015 - Gravadora: Delicious Deli Records, Woollim Contests - Formatos: CD, download digital track listing 1. Can’t Get Over You 2. Love of my Life 3. Bad (Japanese Ver.) 4. Dilemma 5. Just Another Lonely Night 6. Between Me and You (Japanese Ver.) 7. Last Romeo ~Kimi ga Ireba Ii~ 8. For You 9. Nothing’s Over (Japanese Ver.) 10. 24 Hours (24時間) 11. Back (Japanese Ver.) | —                          | 3                          | 9                          | - JPN: 26,851+                 |                      |
| Air                                                                                   | - Lançamento: 24 de maio de 2017 - Gravadora: Delicious Deli Records, Woollim Contests - Formatos: CD, download digital track listing 1. AIR (Japanese Ver.) 2. One Day (Japanese Ver.) 3. Zero (Japanese Ver.) 4. Toki 5. Thank You (Japanese Ver.) 6. The Eye (Japanese Ver.) 7. After Dark 8. Waiting for the Moment 9. Man In Love (Ava1anche Remix) 10. Be Mine (Ava1anche Remix) 11. True Love                 | —                          | 6                          | —                          | - JPN: 22,528                  |                      |
| "—" indica lançamentos que não denotam gráficos ou não foram divulgados nessa região. | |                            |                            |                            |                                |                      |

### Singles álbuns
| Título                                                                                | Detalhes do álbum                                                                                             | Melhor posição nas paradas | Vendas               |
| Título                                                                                | Detalhes do álbum                                                                                             | KOR                        | Vendas               |
| Lançamentos coreanos                                                                  | Lançamentos coreanos                                                                                          | Lançamentos coreanos       | Lançamentos coreanos |
| ------------------------------------------------------------------------------------- | --- | -------------------------- | -------------------- |
| Inspirit                                                                              | - Lançamento: 17 de março de 2011 - Gravadora: Woollim Entertainment, CJ E&M - Formatos: CD, download digital | 3                          | - KOR: 68,097+       |
| Destiny                                                                               | - Lançamento: July 16, 2013 - Gravadora: Woollim Entertainment, CJ E&M - Formatos: CD, download digital       | 1                          | - KOR: 164,432+      |
| "—" indica lançamentos que não denotam gráficos ou não foram divulgados nessa região. | |                            |                      |

### Álbuns de compilação
| Título                                                                                | Detalhes do álbum | Melhor posição nas paradas | Melhor posição nas paradas | Vendas               |
| Título                                                                                | Detalhes do álbum | KOR                        | JPN                        | Vendas               |
| Lançamentos coreanos                                                                  | Lançamentos coreanos | Lançamentos coreanos       | Lançamentos coreanos       | Lançamentos coreanos |
| ------------------------------------------------------------------------------------- | --- | -------------------------- | -------------------------- | -------------------- |
| The Origin                                                                            | - Lançamento: 10 de abril de 2014 - Gravadora: Woollim Entertainment - Formatos: CD, download digital                     | 1                          | —                          | - KOR: 29,950+       |
| Lançamentos japoneses                                                                 | |                            |                            |                      |
| Best of Infinite                                                                      | - Lançamento: 31 de agosto de 2016 - Gravadora: Delicious Deli Records, Woollim Contests - Formatos: CD, download digital | —                          | 3                          | - JPN: 14,335+       |
| "—" indica lançamentos que não denotam gráficos ou não foram divulgados nessa região. | |                            |                            |                      |

### Álbuns ao vivo
| Título                       | Detalhes do álbum                                                                                        | Melhor posição nas paradas | Melhor posição nas paradas | Vendas               |
| Título                       | Detalhes do álbum                                                                                        | KOR                        | JPN                        | Vendas               |
| Lançamentos coreanos         | Lançamentos coreanos                                                                                     | Lançamentos coreanos       | Lançamentos coreanos       | Lançamentos coreanos |
| ---------------------------- | --- | -------------------------- | -------------------------- | -------------------- |
| One Great Step Returns Live  | - Lançamento: 9 de abril de 2015 - Gravadora: Woollim Entertainment - Formatos: CD, download digital     | 3                          | —                          | - KOR: 13,020+       |
| Infinite Effect Advance Live | - Lançamento: 10 de novembro de 2016 - Gravadora: Woollim Entertainment - Formatos: CD, download digital | —                          | —                          | - KOR: —             |

### Álbuns das subunidades
| Nome da subunidade                                                                    | Título               | Detalhes do álbum                                                                                       | Melhor posição nas paradas | Melhor posição nas paradas | Vendas               |
| Nome da subunidade                                                                    | Título               | Detalhes do álbum                                                                                       | KOR                        | JPN                        | Vendas               |
| Lançamentos coreanos                                                                  | Lançamentos coreanos | Lançamentos coreanos                                                                                    | Lançamentos coreanos       | Lançamentos coreanos       | Lançamentos coreanos |
| ------------------------------------------------------------------------------------- | -------------------- | --- | -------------------------- | -------------------------- | -------------------- |
| Infinite H                                                                            | Fly High             | - Lançamento: 11 de janeiro de 2013 - Gravadora: Woollim Entertainment - Formatos: CD, download digital | 2                          | —                          | - KOR: 93,884+       |
| Infinite F                                                                            | Azure                | - Lançamento: 2 de dezembro de 2014 - Gravadora: Woollim Entertainment - Formatos: CD, digital download | 1                          | —                          | - KOR: 52,914+       |
| Infinite H                                                                            | Fly Again            | - Lançamento: 26 de janeiro de 2015 - Gravadora: Woollim Entertainment - Formatos: CD, download digital | 1                          | —                          | - KOR: 41,888+       |
| Lançamentos japoneses                                                                 |                      | |                            |                            |                      |
| Infinite F                                                                            | Koi no Sign          | - Lançamento: 19 de novembro de 2014 - Gravadora: Universal D - Formatos: CD, download digital          | —                          | 6                          | - JPN: 32,866+       |
| "—" indica lançamentos que não denotam gráficos ou não foram divulgados nessa região. |                      | |                            |                            |                      |

## Extended plays
| Título                                                                                | Detalhes do álbum | Melhor posição nas paradas | Melhor posição nas paradas | Vendas                         |
| Título                                                                                | Detalhes do álbum | KOR                        | JPN                        | Vendas                         |
| Lançamentos coreanos                                                                  | Lançamentos coreanos | Lançamentos coreanos       | Lançamentos coreanos       | Lançamentos coreanos           |
| ------------------------------------------------------------------------------------- | --- | -------------------------- | -------------------------- | ------------------------------ |
| First Invasion                                                                        | - Lançamento: 9 de junho de 2010 - Gravadora: CJ E&M - Formatos: CD, download digital                                        | 10                         | —                          | - KOR: 50,867+                 |
| Evolution                                                                             | - Lançamento: 6 de janeiro de 2011 - Gravadora: CJ E&M - Formatos: CD, download digital                                      | 3                          | —                          | - KOR: 68,551+                 |
| Infinitize                                                                            | - Lançamento: 15 de maio de 2012 - Gravadora: Woollim Entertainment, LOEN Entertainment - Formatos: CD, download digital     | 2                          | —                          | - KOR: 160,377 - JPN: 13,345+  |
| New Challenge                                                                         | - Lançamento: 21 de março de 2013 - Gravadora: Woollim Entertainment, LOEN Entertainment - Formatos: CD, download digital    | 1                          | 16                         | - KOR: 165,151+ - JPN: 16,452+ |
| Reality                                                                               | - Lançamento: 13 de julho de 2015 - Gravadora: Woollim Entertainment, LOEN Entertainment - Formatos: CD, download digital    | 1                          | 13                         | - KOR: 151,144+ - JPN: 7,088+  |
| Infinite Only                                                                         | - Lançamento: 19 de setembro de 2016 - Gravadora: Woollim Entertainment, LOEN Entertainment - Formatos: CD, download digital | 1                          | 14                         | - KOR: 129,806+ - JPN: 5,932   |
| "—" indica lançamentos que não denotam gráficos ou não foram divulgados nessa região. | |                            |                            |                                |

## Singles
| Título | Ano                  | Melhor posição nas paradas | Melhor posição nas paradas | Melhor posição nas paradas | Melhor posição nas paradas | Melhor posição nas paradas | Melhor posição nas paradas | Vendas               | Álbum                               |                      |                      |                      |
| Título | Ano                  | KOR Gaon                   | KOR Billboard              | JPN Oricon                 | JPN Billboard              | JPN RIAJ                   | US World                   | Vendas               | Álbum                               |                      |                      |                      |
| Lançamentos coreanos | Lançamentos coreanos | Lançamentos coreanos       | Lançamentos coreanos       | Lançamentos coreanos       | Lançamentos coreanos       | Lançamentos coreanos       | Lançamentos coreanos       | Lançamentos coreanos | Lançamentos coreanos                | Lançamentos coreanos | Lançamentos coreanos | Lançamentos coreanos |
| --- | -------------------- | -------------------------- | -------------------------- | -------------------------- | -------------------------- | -------------------------- | -------------------------- | -------------------- | ----------------------------------- | -------------------- | -------------------- | -------------------- |
| "Come Back Again" | 2010                 | 67                         | —                          | —                          | —                          | —                          | —                          | - KOR: 2, 826        | First Invasion                      |                      |                      |                      |
| "She's Back" | 2010                 | 66                         | —                          | —                          | —                          | —                          | —                          | - KOR: —             | First Invasion                      |                      |                      |                      |
| "BTD (Before The Dawn)" | 2011                 | 45                         | —                          | —                          | —                          | —                          | —                          | - KOR: 50, 425       | Evolution                           |                      |                      |                      |
| "Nothing's Over" | 2011                 | 22                         | —                          | —                          | —                          | —                          | —                          | - KOR: 711, 973+     | Inspirit                            |                      |                      |                      |
| "Can U Smile" (Broadcasting ver.) | 2011                 | 38                         | —                          | —                          | —                          | —                          | —                          | - KOR: 202,338+      | Inspirit                            |                      |                      |                      |
| "Be Mine" | 2011                 | 12                         | 10                         | —                          | —                          | —                          | —                          | - KOR: 2,116,727+    | Over The Top                        |                      |                      |                      |
| "Paradise" | 2011                 | 3                          | 6                          | —                          | —                          | —                          | —                          | - KOR: 1,637,674+    | Paradise                            |                      |                      |                      |
| "White Confession (Lately)" | 2011                 | 6                          | 9                          | —                          | —                          | —                          | —                          | - KOR: 911,961+      | 하얀 고백 (Lately) (Digital single) |                      |                      |                      |
| "Cover Girl" (Live ver.) | 2012                 | 63                         | 52                         | —                          | —                          | —                          | —                          | - KOR: 237,941+      | Second Invasion (single digital)    |                      |                      |                      |
| "The Chaser" | 2012                 | 7                          | 8                          | —                          | —                          | —                          | —                          | - KOR: 1,552,934+    | Infinitize                          |                      |                      |                      |
| "Man In Love" | 2013                 | 6                          | 6                          | —                          | —                          | —                          | 8                          | - KOR: 742,440+      | New Challenge                       |                      |                      |                      |
| "Destiny" | 2013                 | 3                          | 3                          | —                          | —                          | —                          | —                          | - KOR: 529,745+      | Destiny                             |                      |                      |                      |
| "Request" | 2013                 | 40                         | 50                         | —                          | —                          | —                          | —                          | - KOR: 96,177+       | Galaxy Music (single digital)       |                      |                      |                      |
| "Last Romeo" | 2014                 | 7                          | 8                          | —                          | —                          | —                          | 8                          | - KOR: 374,159+      | Season 2                            |                      |                      |                      |
| "Back" | 2014                 | 2                          | N/A                        | —                          | —                          | —                          | 4                          | - KOR: 401,171+      | Be Back                             |                      |                      |                      |
| "Together" | 2014                 | 28                         | N/A                        | —                          | —                          | —                          | —                          | - KOR: 28,686+       | Grow OST (Digital Single)           |                      |                      |                      |
| "Bad" | 2015                 | 6                          | N/A                        | —                          | —                          | —                          | —                          | - KOR: 374,040+      | Reality                             |                      |                      |                      |
| "That Summer (The Second Story)" | 2016                 | 67                         | N/A                        | —                          | —                          | —                          | —                          | - KOR: 49,005+       | That Summer 3 (single digital)      |                      |                      |                      |
| "The Eye" | 2016                 | 8                          | N/A                        | —                          | —                          | —                          | 3                          | - KOR: 324,967+      | Infinite Only                       |                      |                      |                      |
| "Tell Me" | 2018                 | 15                         | 10                         | —                          | —                          | —                          | 19                         | N/A                  | Top Seed                            |                      |                      |                      |
| Japanese |                      |                            |                            |                            |                            |                            |                            |                      |                                     |                      |                      |                      |
| "BTD (Before The Dawn)" | 2011                 | —                          | —                          | 7                          | 20                         | 6                          |                            | - JPN: 26,333+       | Koi ni Ochiru Toki                  |                      |                      |                      |
| "Be Mine" | 2012                 | —                          | —                          | 2                          | 3                          | —                          |                            | - JPN: 57,073+       | Koi ni Ochiru Toki                  |                      |                      |                      |
| "She's Back" | 2012                 | —                          | —                          | 3                          | 4                          | —                          |                            | - JPN: 44,137+       | Koi ni Ochiru Toki                  |                      |                      |                      |
| Last Romeo ~Kimi ga ireba ī~ | 2014                 | —                          | —                          | 2                          | 3                          | —                          |                            | - JPN: 49,003+       | For You                             |                      |                      |                      |
| Dilemma | 2014                 | —                          | —                          | 3                          | 7                          | —                          |                            | - JPN: 51,522+       | For You                             |                      |                      |                      |
| 24 Jikan | 2015                 | —                          | —                          | 3                          | 4                          | —                          |                            | - JPN: 56,266+       | For You                             |                      |                      |                      |
| Can't Get Over You | 2015                 | —                          | —                          | —                          | —                          | —                          |                            | - JPN: 22,877+       | For You                             |                      |                      |                      |
| D.N.A | 2016                 | —                          | —                          | —                          | —                          | —                          |                            | - JPN: 11,325+       | Best of Infinite                    |                      |                      |                      |
| AIR (Japanese Ver.) | 2017                 | —                          | —                          | —                          | —                          | —                          |                            | - JPN: 21,856+       | 『Air』                             |                      |                      |                      |
| "—" indica lançamentos que não denotam gráficos ou não foram divulgados nessa região. TO Billboard Korea K-Pop Hot 100 foi descontinuado desde sua data de emissão em 16 de julho de 2014. |                      |                            |                            |                            |                            |                            |                            |                      |                                     |                      |                      |                      |

## Outras canções
| Título                                | Ano  | Melhor posição nas paradas | Melhor posição nas paradas | Vendas        | Álbum         |
| Título                                | Ano  | KOR Gaon                   | KOR Billboard              | Vendas        | Álbum         |
| ------------------------------------- | ---- | -------------------------- | -------------------------- | ------------- | ------------- |
| "Voice Of My Heart"                   | 2011 | 95                         | —                          | —             | Evolution     |
| "3분의1" (⅓)                          | 2011 | 133                        | —                          | KOR:76, 751   | Over the Top  |
| "Tic Toc"                             | 2011 | 142                        | —                          | KOR: 63, 340  | Over the Top  |
| "Julia"                               | 2011 | 161                        | —                          | KOR: 43, 890  | Over the Top  |
| "Because" (solo de Sunggyu)           | 2011 | 199                        | —                          | KOR: 34, 246  | Over the Top  |
| "시간아" ("Time" - solo de WooHyun)   | 2011 | 176                        | —                          | KOR: 41, 910  | Over the Top  |
| "Amazing"                             | 2011 | 175                        | —                          | KOR: 46, 104  | Over the Top  |
| "Crying" (Infinite H Feat. Baby Soul) | 2011 | 180                        | —                          | KOR: 34, 841  | Over the Top  |
| "Real Story"                          | 2011 | 198                        | —                          | KOR: 32, 772  | Over the Top  |
| "Cover Girl"                          | 2011 | 80                         | —                          | KOR: 92, 136  | Paradise      |
| "Infinitize"                          | 2012 | 111                        | —                          | KOR: 33, 317  | Infinitize    |
| "Feel So Bad"                         | 2012 | 48                         | 89                         | KOR: 92, 635  | Infinitize    |
| "That Year's Summer"                  | 2012 | 56                         | 68                         | KOR: 183, 779 | Infinitize    |
| "Only Tears"                          | 2012 | 14                         | 28                         | KOR: 323, 242 | Infinitize    |
| "I Like You"                          | 2012 | 62                         | 98                         | KOR: 78, 389  | Infinitize    |
| "With..."                             | 2012 | 80                         | —                          | KOR: 52, 771  | Infinitize    |
| "Welcome to Our Dream"                | 2013 | 68                         | 95                         | KOR: 42, 821  | New Challenge |
| "As Good As It Gets"                  | 2013 | 33                         | 33                         | KOR: 97, 372  | New Challenge |
| "Still I Miss You"                    | 2013 | 31                         | 22                         | KOR: 139, 884 | New Challenge |
| "Beautiful"                           | 2013 | 38                         | 44                         | KOR: 73, 875  | New Challenge |
| "60 Seconds" (versão Infinite)        | 2013 | 44                         | 64                         | KOR: 69, 653  | New Challenge |
| "An Inconvenient Truth"               | 2013 | 39                         | 52                         | KOR: 85, 500  | New Challenge |
| "Inception"                           | 2013 | 34                         | 53                         | KOR: 94, 471  | Destiny       |
| "Going to You"                        | 2013 | 37                         | 63                         | KOR: 78, 827  | Destiny       |
| "Mom"                                 | 2013 | 46                         | 79                         | KOR: 62, 448  | Destiny       |
| "Season 2"                            | 2014 | —                          | —                          | KOR: 35, 920  | Season 2      |
| "Follow Me"                           | 2014 | 55                         | 63                         | KOR: 66, 686  | Season 2      |
| "Rosinante"                           | 2014 | 58                         | 84                         | KOR: 68, 308  | Season 2      |
| "Breath"                              | 2014 | 61                         | 92                         | KOR: 32, 376  | Season 2      |
| "Light" (solo de Sunggyu)             | 2014 | 57                         | 77                         | KOR: 57, 458  | Season 2      |
| "Alone" (Infinite H)                  | 2014 | 56                         | 59                         | KOR: 58, 438  | Season 2      |
| "Memories"                            | 2014 | 54                         | 67                         | KOR: 67, 766  | Season 2      |
| "A Person Like Me"                    | 2014 | 74                         | —                          | KOR: 49, 151  | Season 2      |
| "Reflex"                              | 2014 | 71                         | 100                        | KOR: 48, 276  | Season 2      |
| "Crazy" (Infinite F)                  | 2014 | 75                         | —                          | KOR: 45, 356  | Season 2      |
| "Close Your Eyes" (solo de Woohyun)   | 2014 | 73                         | 99                         | KOR: 47, 782  | Season 2      |
| "Shower"                              | 2014 | 67                         | 98                         | KOR: 63, 609  | Season 2      |
| "Diamond"                             | 2014 | 20                         | N/A                        | KOR: 87, 441  | Be Back       |
| "Betting"                             | 2015 | 57                         | N/A                        | KOR: 43, 904  | Reality       |
| "Moonlight"                           | 2015 | 24                         | N/A                        | KOR: 100, 946 | Reality       |
| "Walk to Remember"                    | 2015 | 38                         | N/A                        | KOR: 66, 725  | Reality       |
| "Between Me and You"                  | 2015 | 33                         | N/A                        | KOR: 90, 385  | Reality       |
| "Love Letter"                         | 2015 | 36                         | N/A                        | KOR: 80, 614  | Reality       |
| "Up to You"                           | 2015 | 46                         | N/A                        | KOR: 62, 822  | Reality       |
| "Eternity"                            | 2016 | 77                         | N/A                        | KOR: 27, 661  | Infinite Only |
| "AIR"                                 | 2016 | 52                         | N/A                        | KOR: 39, 897  | Infinite Only |
| "One Day"                             | 2016 | 49                         | N/A                        | KOR: 41, 961  | Infinite Only |
| "True Love"                           | 2016 | 57                         | N/A                        | KOR: 37, 441  | Infinite Only |
| "Thank You"                           | 2016 | 56                         | N/A                        | KOR: 37, 989  | Infinite Only |
| "Zero"                                | 2016 | 61                         | N/A                        | KOR: 35, 304  | Infinite Only |

## Trilhas sonoras
| Título            | Ano  | Melhor posição nas paradas | Melhor posição nas paradas | Vendas | Álbum                                |
| Título            | Ano  | KOR Gaon                   | KOR Billboard              | Vendas | Álbum                                |
| ----------------- | ---- | -------------------------- | -------------------------- | ------ | ------------------------------------ |
| "Always Open"     | 2011 | —                          | —                          | —      | Welcomw To Convenience Store OST     |
| "She's a Fantasy" | 2012 | 35                         | 48                         | —      | What is Mom OST OST                  |
| "Monster Time"    | 2014 | —                          | —                          | —      | Telemonster OST                      |
| "Together (함께)" | 2014 | 27                         | —                          | —      | Grow: Infinite's Real Youth Life OST |

## Álbuns de vídeo
| Ano  | Título                                      | Detalhes do álbum | Melhor posição nas paradas | Melhor posição nas paradas |
| Ano  | Título                                      | Detalhes do álbum | JPN                        | JPN                        |
| Ano  | Título                                      | Detalhes do álbum | DVD                        | Blu-Ray                    |
| ---- | ------------------------------------------- | --- | -------------------------- | -------------------------- |
| 2011 | You're My Oppa - Infinite                   | - Lançamento: 3 de agosto de 2011 - Gravadora: Culture & Publishers Contest - Formato: DVD                                        | 87                         | —                          |
| 2012 | Infinite Japan 1st Live Leaping Over        | - Lançamento: 29 de fevereiro de 2012 - Gravadora: Culture & Publishers Contest, Universal Music Japan - Formato: DVD             | 13                         | —                          |
| 2012 | Infinite Showcase The Mission               | - Lançamento: 25 de junho de 2012 - Gravadora: Woollim Entertainment - Formato: DVD                                               | 17                         | —                          |
| 2012 | Second Invasion - 1st Live Concert in Seoul | - Lançamento: 1 de agosto de 2012 - Gravadora: Woollim Entertainment, Universal Music Japan - Formato: DVD                        | 8                          | —                          |
| 2012 | Second Invasion - in Japan                  | - Lançamento: 1 de agosto de 2012 - Gravadora: Universal Music Japan - Formato: DVD                                               | 7                          | —                          |
| 2013 | Infinite Ranking King                       | - Lançamento: 24 de abril de 2013 - Gravadora: Culture Publishers - Formato: DVD                                                  | 21                         | —                          |
| 2013 | 2012 Infinite Concert "That Summer"         | - Gravadora: 30 de abril de 2013 - Gravadora: dnt Media, Universal Music Japan - Formato: DVD                                     | 5                          | —                          |
| 2013 | Infinite Destiny in America                 | - Lançamento: 22 de outubro de 2013 - Gravadora: Woollim Entertainment, Universal Music Japan, Warner Music Taiwan - Formato: DVD | 7                          | —                          |
| 2013 | Infinite 1st Arena Tour in Japan            | - Lançamento: October 30, 2013 - Gravadora: Universal Music Japan - Formato: DVD                                                  | 6                          | —                          |
| 2013 | Infinite 2014 Season Greetings              | - Lançamento: 13 de dezembro de 2013 - Gravadora: Woollim Entertainment, SM Culture and Contents, CJ E&M - Formato: DVD           | —                          | —                          |
| 2015 | Dis is Infinite                             | - Lançamento: 23 de março de 2015 - Gravadora: Woollim Entertainment - Formato: DVD                                               | 21                         | —                          |
| 2015 | One Great Step Returns                      | - Lançamento: 23 de março 2015 - Gravadora: CJ E&M - Formato: DVD                                                                 | —                          | —                          |
| 2015 | 2014 Infinite Concert "That Summer 2"       | - Lançamento: 13 de maio de 2015 - Gravadora: Woollim Entertainment - Formato: DVD                                                | 15                         | 14                         |
| 2015 | GROW: INFINITE's Real Youth Life            | - Lançamento: 19 de agosto de 2015 - Gravadora: Victor Entertainment - Formato: DVD                                               | 21                         | 15                         |
| 2015 | 2015 INFINITE Japan Tour - Dilemma          | - Lançamento: 9 de setembro de 2015 - Gravadora: Universal Music Japan - Formato: DVD                                             | 2                          | 12                         |
| 2016 | INFINITE EFFECT ADVANCE Live DVD and CD     | - Lançamento: 10 de novembro de 2016 - Gravadora: Woolim Entertainment - Formato: CD and DVD                                      | —                          | —                          |
| 2017 | INFINITE Fanmeeting III                     | - Lançamento: August 9, 2017 - Gravadora: Woolim Entertainment - Formato: CD and DVD                                              | —                          | —                          |

## Videoclipes
| Título                                                        | Ano  | Versões alternativas    |
| ------------------------------------------------------------- | ---- | ----------------------- |
| "Come Back Again"                                             | 2010 | - Dance Ver.            |
| "She's Back"                                                  | 2010 |                         |
| "BTD (Before The Dawn)"'                                      | 2011 | - Dance Ver.            |
| "Nothing's Over"                                              | 2011 |                         |
| "Be Mine"                                                     | 2011 | - Dance Ver.            |
| "Paradise"                                                    | 2011 |                         |
| "White Confession (Lately)"                                   | 2011 |                         |
| "Cover Girl" (Live Ver.)                                      | 2012 |                         |
| "Be Mine" (Japanese Ver.)                                     | 2012 |                         |
| "The Chaser"'                                                 | 2012 | - Dance Ver.            |
| "She's Back"' (Japanese Ver.)                                 | 2012 |                         |
| "Special Girl" (como Infinite H)                              | 2013 |                         |
| "Without You" (como Infinite H feat. Zion.T)                  | 2013 |                         |
| "Man In Love"                                                 | 2013 |                         |
| "Man In Love" (Japanese Ver.)                                 | 2013 |                         |
| "Destiny" (Ver. B)                                            | 2013 | - (Ver. A) - Dance Ver. |
| "Request"                                                     | 2013 |                         |
| "Last Romeo"                                                  | 2014 | - Original Ver.         |
| "Last Romeo" (Japanese Ver.)                                  | 2014 |                         |
| "Back"                                                        | 2014 | - Performance Ver.      |
| "Heartthrob" (Japanese Ver.) (como Infinite F)                | 2014 |                         |
| "Heartthrob" (como Infinite F)                                | 2014 |                         |
| "Grow" (Infinite Grow OST)                                    | 2014 |                         |
| "Dilemma" (Japanese Ver.)                                     | 2014 |                         |
| "Pretty" (as Infinite H)                                      | 2015 |                         |
| "As Long As You're Not Crazy" (como Infinite H feat. Sanchez) | 2015 |                         |
| "24 Hours" (Japanese Ver.)                                    | 2015 |                         |
| "Tic Toc" (OGS Returns Live Ver.)                             | 2015 |                         |
| "Bad"                                                         | 2015 | - 360 VR                |
| "Can't Get Over you" (Japanese Ver.)                          | 2015 |                         |
| "That Summer (Second Story)"                                  | 2016 |                         |
| "D.N.A" (Japanese Ver.)                                       | 2016 | - Dance Ver.            |
| "태풍 (The Eye)"                                              | 2016 | - Choreography Ver      |
| "Up To You (Infinite Effect Advance Live Ver.)"               | 2016 |                         |
| "AIR (Japanese Ver.)"                                         | 2017 |                         |
| "Tell Me"                                                     | 2018 |                         |